# Клеомброт (регент)
Клеомброт  (на старогръцки: Κλεόμβροτος, Kleómbrotos) е спартански принц от рода на Агиди служил като регент през 480-479 г. пр.н.е. Той е син на цар Анаксандрид II, полубрат на Клеомен I и брат на Дорией и Леонид I.

## Биография

### Семейство
Според Херодот, Анаксандрид II се жени за своята племенница, но в продължение на дълъг период от време брака остава бездетен. Притеснени от липсата на наследник, Ефорите искат той да се разведе и да се ожени за друга жена. Анаксандрид обаче отказва отхвърля тази възможност, но се съгласява да се ожени за втора жена, против спартанския обичай, като избира дъщерята на Принетадес, синът на Демарменос. Скоро след това и двете му жени забременяват. От втората жена на Анаксандрид се ражда Клеомен, който става първороден син на царя. Няколко месеца по-късно първата му жена ражда Дорией, а на следващата година Леонид и Клеомброт. След смъртта на Анаксандрид за наследник е определен Клеомен.
Клеомброт е чичо на Горго, която е дъщеря на полубрат му Клеомен и съпруга на брат му Леонид.

### Регентство
След смъртта на Клеомен за цар е провъзгласен Леонид, който през 480 г. пр.н.е ръководи спартанците в битката срещу персите при Термопилите, където загива. За нов цар е определен неговия син Плейстарх, който е все още дете. Поради това за регент е назначен Клеомброт като върху него пада тежестта на командването на спартанците в продължаващия конфликт с персите.
Клеомброт командва спартанската войска и съюзниците ѝ при Коринтския провлак, където те спешно започват да изграждат отбранителна стена от камък, тухли, дърво и пясък поради страх, че гръцкия флот няма да е в състояние да забави персийската войска. На 28 септември 480 г. пр.н.е. обаче гръцкия флот разбива персийския флот в Битка при Саламин. На 2 октомври Клеомброт извършва жертвоприношение, вероятно търсейки благоприятни поличби за атака над персийците. В същия ден се състои слънчево затъмнение, което е възприето като лошо знамение и спартанския регент решава да остане зад защитната стена на провлака. Впоследствие регентът и спартанците се оттеглят обратно в Спарта или през есента на 480 г. пр.н.е, или през пролетта на следващата година. Клеомброт умира скоро след това.

### Деца
Клеомброт е баща на пълководеца Павзаний, който е назначен за регент след смъртта на баща си и ръководи успешно гръцките сили в решителната битка при Платея състояла се през 479 г. пр.н.е. Според Тукидид Клеомброт има и друг син на име Никомед, който също е спартански пълководец.